# Hello goodbye/Ho difeso il mio amore
Hello goodbye / Ho difeso il mio amore è il quarto singolo su 7" de I Bit-Nik pubblicato nel 1968 dalla Meazzi Edizioni Discografiche. Il lato A del singolo è il rifacimento in lingua italiana del brano Hello, Goodbye della band The Beatles, mentre il lato B è Nights in White Satin dei The Moody Blues.

## Tracce
Lato A
1. Hello goodbye (John Lennon, Paul McCartney, Mogol)

Lato B
1. Ho difeso il mio amore (Daniele Pace, Justin Hayward)